# Gento
Prins Gento of Geiso (geboren na 420, Vandaalse rijk in Romeins Spanje - gestorven voor 477, Vandaalse rijk in Romeins Afrika) was de jongste zoon van koning Geiserik, koning van de Vandalen en de Alanen in Noord-Afrika. Hij was de jongste broer van de bloeddorstige koning Huneric die leden van de koninklijke familie uitmoordde of verbande. Waarschijnlijk overleefde Gento de familiale moordpartij omwille van zijn kwaliteiten als krijgsheer van de Vandaalse marine.

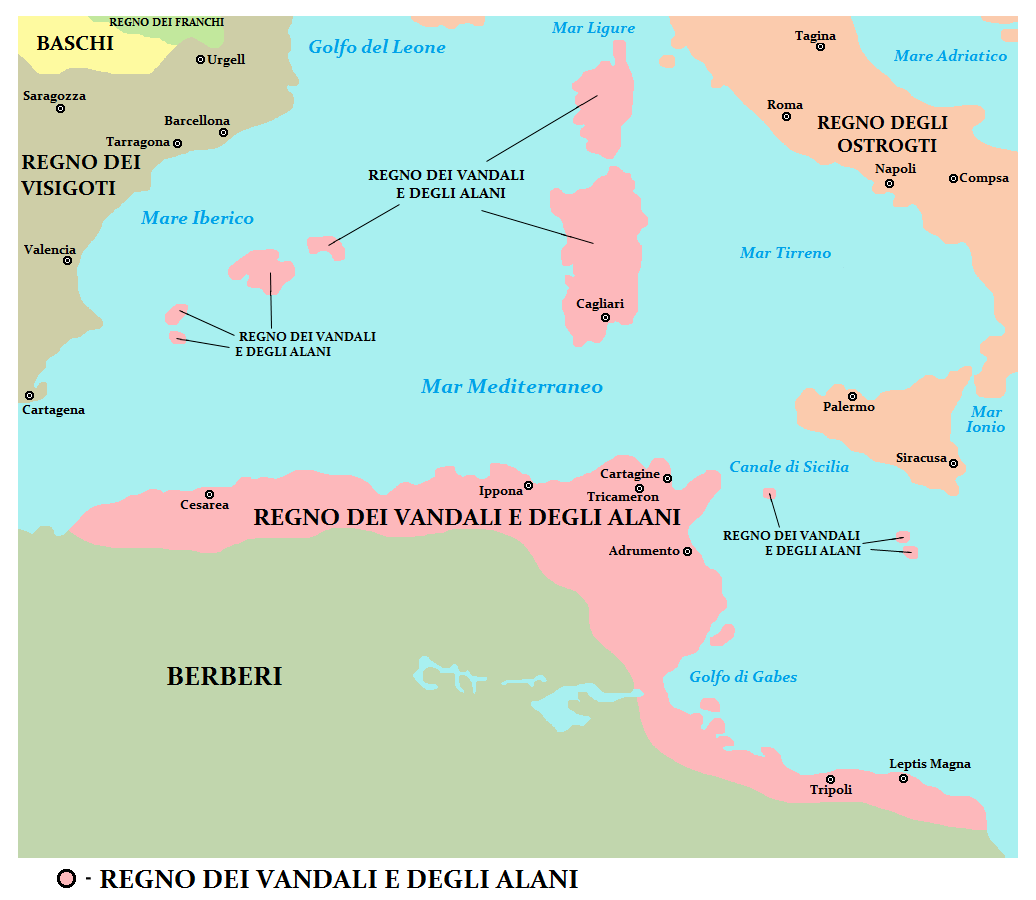
Koninkrijk der Vandalen en Alanen in Noord-Afrika (526)

## Bronnen

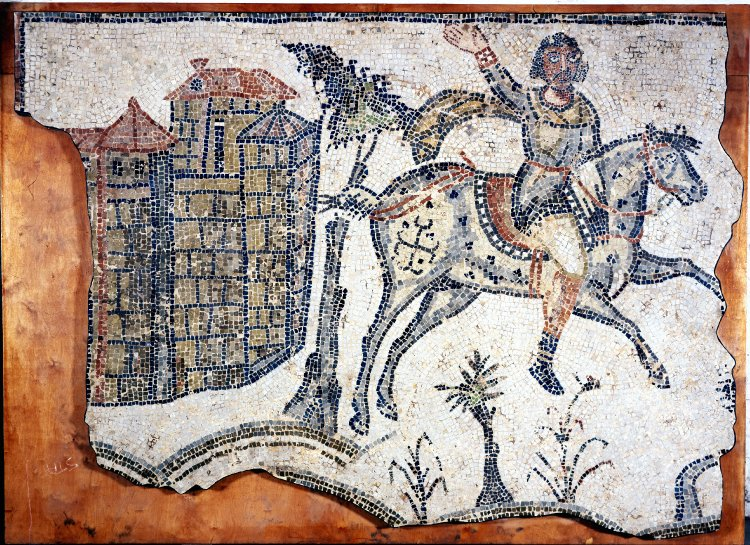
Vandaals krijgsheer

## Admiraal
Gento bekwaamde zich in de marine in het enteren van schepen, wat cruciaal was in de strijd tegen de Byzantijnse vloot. Zijn hoogtepunt als admiraal was in 468, tijdens de grote Zeeslag bij Kaap Bon tegen Basiliscus. Samen met koning Huneric behaalde hij deze overwinning in een van de grootste zeeslagen van de Romeinse oudheid. Gento stierf in een niet nader gekend gevecht in Noord-Afrika voor het jaar 477.

## Zonen
Prins Gento werd nooit Vandalenkoning; zijn oudste broer, koning Huneric (overleden 477), overleefde Gento immers. De beschreven zonen van Gento waren
- Godagis: deze werd op bevel van Huneric verbannen en blijft verder onbekend.
- Gunthamund: later koning der Vandalen
- Thrasamund: later koning der Vandalen, gehuwd met Amalafrida
- Geilarith: vader van Gelimer, later koning der Vandalen

Alle zonen van prins Gento (alsook Gento's broers) hadden te lijden van de vervolgingen van koning Huneric: Gentunis fratris nihilominus filios crudeliter coepit insequi, schreef Victor van Vita. Zoals de rest van zijn familie was Gento een ariaans christen.